# Da Costa

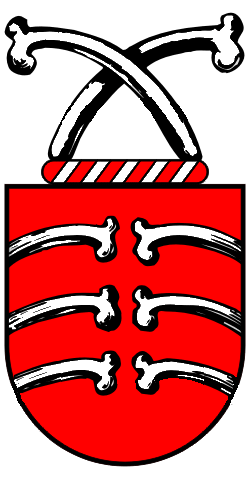
Het wapen van het geslacht Da Costa.

Da Costa is een van oorsprong Portugese-Joodse familie. In de loop der generaties vestigden familieleden zich in Argentinië, Brazilië,Suriname jodensavanne,Italië, Portugal, Spanje en Nederland.
De Nederlandse familie Da Costa stamt af van Uriel Acosta (1583/84-1640) die vanuit Porto naar Amsterdam verhuisde. De familie speelde een rol in de economische ontwikkeling in de stad Amsterdam. De familie bracht en brengt thans onder meer bestuurders en kooplieden voort. 

## Wapen
Het wapen van het geslacht Da Costa is als volgt: in het wapenschild bevinden zich zes zilveren ribben, de wrong is zilver en rood, als helmteken worden twee schuingekruiste zilveren ribben gevoerd met de punten omhoog en ze zijn samengebonden met een rood lint en de dekkleden zijn rood, gevoerd van zilver.

## Bekende leden
- Daniël Haim da Costa, koopman
- Uriel Acosta (1585/85-1640), filosoof;
- Isaäc da Costa (1798-1860), dichter en historicus;
- Joseph Mendes da Costa (1863-1939), beeldhouwer.